# Zagrebačka pijanistička škola
Zagrebačka pijanistička škola, ponegdje i Stančićeva metoda, je pijanistička škola koja djeluje na zagrebačkoj glazbenoj akademiji, vodeći se zasadama utemeljitelja Svetislava Stančića.
Stančić je u svojoj glasovirskoj pedagogiji na zagrebačkoj akademiji (1922. – 1965.) spajao odlike bečke škole i umjetničke etike Ferruccia Busonija. U svojemu je nastavništvu obrazovao stotinjak pijanista, od kojih je četrdesetak ostvarilo koncertne i solističke karijere. Većina zagrebačkih studenata i nakon njegove smrti nastavilo se obrazovati po Stančićevoj metodi.